# Unité urbaine de L'Isle-Adam
L'unité urbaine de L'Isle Adam est une ancienne unité urbaine française centrée sur la commune de L'Isle Adam. Les communes qui la composent sont intégrées dans l'unité urbaine de Paris dans le zonage de 1999.

## Communes de l'unité urbaine
| Nom                | Code Insee | Statut | Superficie (km2) | Population (dernière pop. légale) | Densité (hab./km2) |
| ------------------ | ---------- | ------ | ---------------- | --------------------------------- | ------------------ |
| Butry-sur-Oise     | 95120      |        | 2,60             | 2 250 (2014)                      | 865                |
| Champagne-sur-Oise | 95134      |        | 9,45             | 4 821 (2014)                      | 510                |
| L'Isle-Adam        | 95313      |        | 14,94            | 11 804 (2014)                     | 790                |
| Parmain            | 95480      |        | 9,20             | 5 595 (2014)                      | 608                |
| Valmondois         | 95628      |        | 4,59             | 1 204 (2014)                      | 262                |
| Villiers-Adam      | 95678      |        | 9,82             | 838 (2014)                        | 85                 |